# Hüti (Hiiumaa)
Koordinaten: 58° 54′ N, 22° 30′ O
Hüti ist ein Dorf (estnisch küla) in der Landgemeinde Hiiumaa (2013 bis 2017: Landgemeinde Hiiu, davor Landgemeinde Kõrgessaare) auf der zweitgrößten estnischen Insel Hiiumaa (deutsch Dagö). Der Ort liegt 18 Kilometer südwestlich der Inselhauptstadt Kärdla.

## Beschreibung
Hüti (deutsch Hütti) hat heute keine Einwohner mehr (Stand 31. Dezember 2011).
Bei dem Ort liegt der See Tihu suurjärv. Er ist mit 85 Hektar der größte See Hiiumaas. Der Tihu suurjärv ist mit einer durchschnittlichen Tiefe von nur einem Meter sehr seicht.

## Glashütte

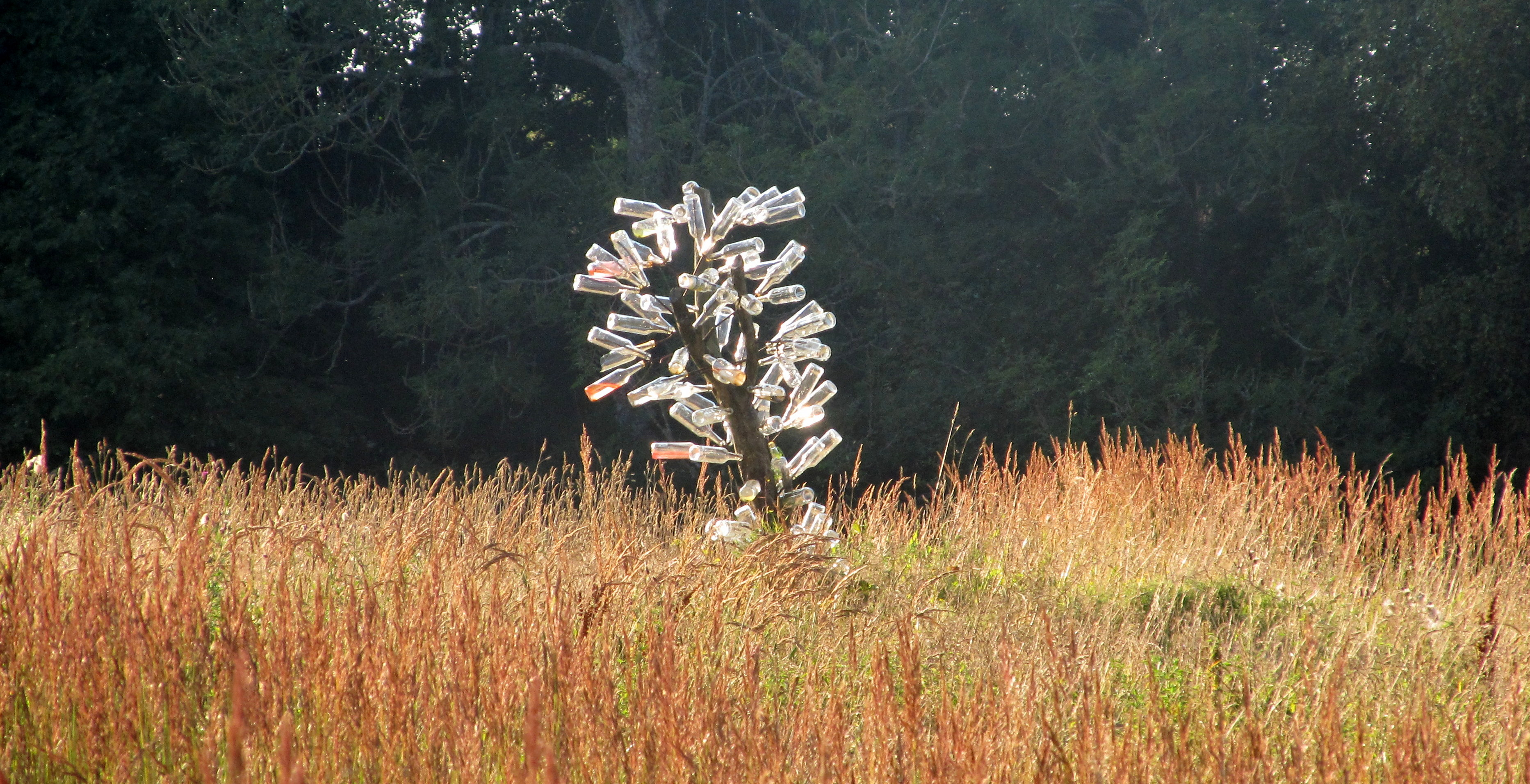
Denkmal am Ort der ehemaligen Glashütte

Der Name des Dorfes Hüti stammt von dem deutschen Wort „Glashütte“.
Von 1628 bis 1664 stand in Hüti auf einer Fläche von 2.500 m² die erste Glashütte Estlands. Dort ließ der schwedische Graf Jakob De la Gardie (1583–1652) Fensterglas, Flaschen und Pharmaglas herstellen. Auch Buntglas und Milchglas wurden in Hüti produziert.
Erster Meister in Hüti war ein gewisser Jost Wentzell. Im folgte 1634 aus Schweden der international bekannte Meister Pauell Gauwkunkell. Er nahm einen neuen Glasofen in Betrieb, der bis 1664 arbeitete. Ab 1649 war der Meister Jürgen Kelpien in Hüti tätig, ab 1651 dann aus Deutschland Wilhelm Breidenstein.
Die Bedingungen zur Herstellung von Glas waren günstig: Hüti lag am Schnittpunkt des Straßennetzes, der Transport über die Ostsee war leicht zu organisieren, in den Wäldern fand man ausreichend Holz für den Betrieb der Öfen, der für die Herstellung notwendige feine weiße Sand war vorhanden und die Arbeitskraft der einheimischen Esten günstig. Allerdings wurde der Glasmarkt in der Ostseeregion im 17. Jahrhundert immer mehr übersättigt.
Nach dem Tod Jakob De la Gardies 1652 betrieb sein Sohn Axel Julius De la Gardie (1637–1710) die Glashütte zunächst weiter. Wegen des starken Konkurrenzdrucks aus Schweden und Russland musste sie einige Jahre später schließen, da sie nicht mehr rentabel war.
An die Glashütte erinnert heute an ihrer historischen Stelle ein kleines Denkmal in Hüti: ein abgestorbener Baum, auf dessen Äste Glasflaschen gesteckt sind.